# Mike Elizalde

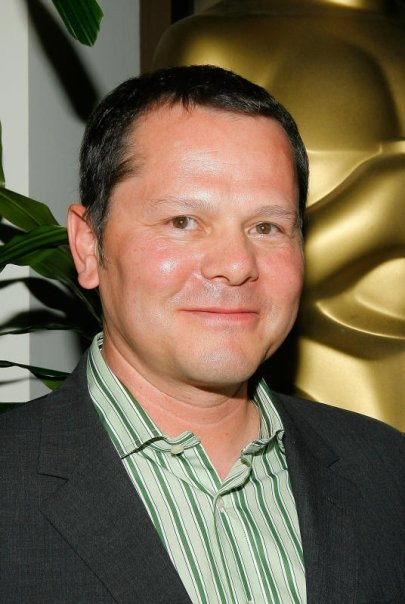
Mike Elizalde bei der Oscarverleihung 2009

Mike Elizalde (* 1960 in Mazatlan, Mexiko) ist ein US-amerikanischer Experte für Spezialeffekte und Make-up-Design.

## Kindheit und Jugend
Geboren wurde Winston Miguel Elizalde in Mazatlán, Sinaloa. Seine Eltern waren Miguel Angel Elizalde und Paula Torres Elizalde.
Als er fünf Jahre alt war, wanderte seine Familie in die USA aus, sodass er in Alhambra, Kalifornien, aufwuchs. Als Kind interessierte sich Elizalde für Filmmonster und versuchte diese aus zusammengesuchten Materialien nachzubauen und Make-up-Designs auf sich selbst zu übertragen. Während seines Besuchs der High School in Alhambra verbrachte er einige Zeit im Zaubergeschäft Owen Magic Supreme, wo er lernte, mit seinen Händen zu arbeiten und gleichzeitig zu lernen, wie man Zauberkunst ausführt.

## Karriere
Elizalde brachte sich als Autodidakt Make-up-Effekte selbst bei, indem er die Arbeiten von Dick Smith, Stan Winston und Rick Baker studierte.
Nachdem er acht Jahre in der United States Navy gedient hatte und während dieser Zeit eingebürgert wurde, kehrte er nach Hollywood, Kalifornien, zurück, um sich dort beruflich neu zu orientieren. Elizalde arbeitete in mehreren Hollywood-Studios für Spezialeffekte, darunter Rick Bakers Cinovation Studios und Stan Winston Studio und bildete sich in Animatronic und als Puppenspieler und Maskenbildner weiter. 1994 gründeten er und seine Frau das Studio Spectral Motion, das sich auf Spezialeffekte, prothetisches Make-up, Robotik und Animatronic spezialisiert hat.
Elizalde ist Mitglied an der Academy of Magical Arts und war dort von 2016 bis 2018 im Board of Directors tätig. Er ist außerdem Mitglied der Academy of Motion Picture Arts and Sciences, wo er sechs Jahre lang für die Abteilung der Make-up Artists und Hairstylists zuständig war. Außerdem ist er Mitglied der International Alliance of Theatrical Stage Employees, der Screen Actors Guild und Fördermitglied beim Los Angeles County Museum of Art.

## Filmografie (Auswahl)
Elizalde hat bisher an über 100 Film- und Fernsehprojekten gearbeitet, darunter:
- Men in Black
- Nutty Professor II: The Klumps
- Hellboy II: The Golden Army
- Hänsel und Gretel: Witchunter
- Bright
- Birdman
- Legends of Tomorrow
- Stranger Things

## Auszeichnungen
Für seine Arbeit an der Produktion von Hellboy II: The Golden Army erhielt er eine Oscar-Nominierung für die 81. Academy Awards.